# Павле Мачвански
Павле Мачвански (Нови Сад, 1821 - Нови Сад, мај 1914) био је српски адвокат и градоначелник Новог Сада у два мандата.

## Биографија
У Новом Саду је завршио четири разреда гимназије, а средњошколско образовање је окончао у Сегедину. Потом студирао право у Пешти. Адвокатско звање стекао је 12. септембра 1845. Поред бављења адвокатуром обављао је и дужност вице-фискала новосадског Магистрата. Касније постављен за заменика државног тужиоца Обласног суда у Новом Саду.
Након смењивања Светозара Милетића са функције градоначелника Новог Сада Мачвански је постављен за новог градског начелника 28. јануара 1862. од стране владиног комесара Нике Михајловића. На положају остао до 24. јула 1862. године. Каријеру наставио као председник Жупанијског суда у Вуковару. Мачвански је по други пут изабран за градоначелника Новог Сада на католичкој листи 1872. године, када је добио 23 гласа градских одборника. Противкандидат Јован Суботић добио је дупло више гласова - 46, али краљевски комесар није одобрио његову кандидатуру. На челу Новог Сада остаје до 6. августа 1874. године. Потом је постављен за председника Судбеног стола Вировитичке жупаније, где остаје до пензије. За време службе у Славонији често посећивао бискупа Јосипа Јураја Штросмајера. Последње године живота провео је у Новом Саду. Године 1890. ушао је у Градско представништво као вирилни члан (по пореском цензусу).
Сахрањен је на Успенском гробљу у Новом Саду.